# Watabanga!
Watabanga! (La carga de la policia montada) è un film del 1964 diretto da Ramón Torrado.

## Trama
La Royal Canadian Mountain Police, capitanata da John Bedford cerca di fermare un criminale, nonché commerciante di pellicce, che vuole indurre gli indiani ad attaccare i bianchi nelle terre selvagge canadesi.